# 이집트의 총리

이집트의 국장

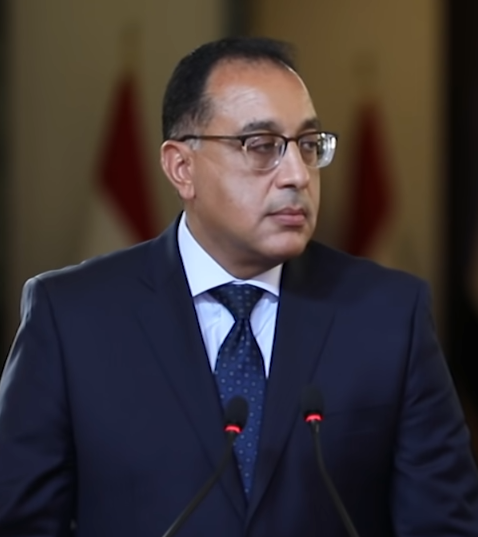
무스타파 마드 불리 총리

이집트의 총리(아랍어: رئيس الوزراء المصري ,رئيس الحكومة)는 이집트의 내각 수반이다. 현재의 총리는 2018년 6월 14일에 취임한 무스타파 마드 불리이다.

## 같이 보기
- 이집트의 정치
- 이집트의 대통령